# 神谷 (東京都北区)
神谷（かみや）は、東京都北区の町名。現行行政地名は神谷一丁目から神谷三丁目。住居表示実施済み区域である。郵便番号は115-0043。

## 地理
東京都北区の北東部にあり、北は志茂と、西は赤羽南および東十条と、南は東十条および王子と、そして東は隅田川を挟んで足立区新田と接している。隅田川沿岸の低地に位置しており、目立った坂道はなくほぼ平坦である。以前は工場が隅田川沿いの土地を占めていたが、現在では1社を除いて撤退し、跡地には警察署や商業施設、企業の流通拠点が入っている。

### 地価
住宅地の地価は、2025年（令和7年）1月1日の公示地価によれば、神谷3-27-12の地点で50万2000円/m2となっている。

## 歴史

### 地名の由来
元々「かみや」ではなく「かにわ（は）」と呼ばれる地域だった。旗本文書には「賀仁和村」「加仁波之郷」と表記されており、江戸時代には「神谷」で「かにわ」と読ませることが多かった。隅田川あるいは荒川で蟹が捕れたことから蟹庭（かにわ）と呼ばれていたというのが通説である。曲亭馬琴は『兎園小説』や』『曲亭雑記』において、旧名梶原新田の「梶原」が「かぢはら」→「かぢは」→「かには」と転訛したものだと考察する。『南総里見八犬伝』において、犬塚信乃が村雨をすり替えられたのもこの地（「神宮」と書いて「かにわ」と読ませている）から小舟で釣りに行った際であった。1926年（大正15年）に王子電気軌道神谷橋電停が「かみやばし」の読みで設置されたことを契機に、読みも「かみや」に移行した。
なお、港区虎ノ門の神谷町地域との混同を避けるため、町内のバス停留所と同様に区名を冠した北区神谷（町）、もしくは近隣の地下鉄駅名に因んで王子神谷と呼ばれることがある。

### 沿革
- 1869年（明治2年）3月10日（旧暦1月28日）：神谷村（現在の神谷とほぼ同区域）が大宮県に編入[7]
- 1869年（明治2年）11月2日（旧暦9月29日）：大宮県が浦和県（現埼玉県）に改称
- 1872年（明治5年）1月8日（旧暦1871年（明治4年）11月28日）：東京府に編入[7]
- 1878年（明治11年）7月22日：東京府北豊島郡に所属[7]
- 1889年（明治22年）5月1日：町村制の施行に伴い東京府北豊島郡岩淵町に所属
- 1917年（大正6年）12月：日本最初の民間飛行場、岸飛行場が開業。 ※1921年（大正10年）3月に閉鎖。
- 1932年（昭和7年）10月1日：岩淵町と王子町が合併して王子区となり東京市王子区に所属
- 1935年（昭和10年）11月1日：東京都神谷尋常小学校開校
- 1947年（昭和22年）3月15日：王子区と滝野川区が合併して北区となり東京都北区に所属
- 1947年（昭和22年）4月1日：東京都神谷尋常小学校が北区立神谷小学校に改称
- 1955年（昭和30年）3月30日：北区立神谷中学校開校（開校式は4月13日）
- 1958年（昭和33年）4月1日：神谷小学校分校開校
- 1958年（昭和33年）10月1日：神谷小学校分校が北区立神谷第二小学校として独立
- 1965年（昭和40年）：環七通りが開通
- 1980年（昭和55年）：都営バス滝野川営業所がそれまでの豊島区西巣鴨から神谷三丁目に移転、都営バス北営業所として発足
- 1991年（平成3年）11月29日：営団地下鉄南北線が駒込 - 赤羽岩淵間で開業（神谷に駅の設置はない。「王子神谷駅」は王子五丁目に所在する）
- 1995年（平成7年）4月1日：神谷第二小学校を神谷小学校に統合。
- 2024年（令和6年）：神谷小学校、神谷中学校、稲田小学校（赤羽南に所在）の三校が統合し、北区立都の北学園となる。

## 世帯数と人口
2023年（令和5年）1月1日現在（東京都発表）の世帯数と人口は以下の通りである。
| 丁目       | 世帯数    | 人口     |
| ---------- | --------- | -------- |
| 神谷一丁目 | 3,385世帯 | 5,985人  |
| 神谷二丁目 | 2,620世帯 | 4,532人  |
| 神谷三丁目 | 3,224世帯 | 5,592人  |
| 計         | 9,229世帯 | 16,109人 |

### 人口の変遷
国勢調査による人口の推移。
| 年                 | 人口   |
| ------------------ | ------ |
| 1995年（平成7年）  | 14,463 |
| 2000年（平成12年） | 14,677 |
| 2005年（平成17年） | 14,912 |
| 2010年（平成22年） | 14,958 |
| 2015年（平成27年） | 15,333 |
| 2020年（令和2年）  | 16,382 |

### 世帯数の変遷
国勢調査による世帯数の推移。
| 年                 | 世帯数 |
| ------------------ | ------ |
| 1995年（平成7年）  | 6,269  |
| 2000年（平成12年） | 6,703  |
| 2005年（平成17年） | 7,113  |
| 2010年（平成22年） | 7,466  |
| 2015年（平成27年） | 7,734  |
| 2020年（令和2年）  | 8,763  |

## 学区
区立小・中学校に通う場合、学区は以下の通りとなる（2024年度以降）。
| 丁目       | 番地 | 小学校           | 中学校           |
| ---------- | ---- | ---------------- | ---------------- |
| 神谷一丁目 | 全域 | 北区立都の北学園 | 北区立都の北学園 |
| 神谷二丁目 | 全域 | 北区立都の北学園 | 北区立都の北学園 |
| 神谷三丁目 | 全域 | 北区立都の北学園 | 北区立都の北学園 |

## 事業所
2021年（令和3年）現在の経済センサス調査による事業所数と従業員数は以下の通りである。
| 丁目       | 事業所数  | 従業員数 |
| ---------- | --------- | -------- |
| 神谷一丁目 | 89事業所  | 613人    |
| 神谷二丁目 | 137事業所 | 1,097人  |
| 神谷三丁目 | 120事業所 | 3,345人  |
| 計         | 346事業所 | 5,055人  |

### 事業者数の変遷
経済センサスによる事業所数の推移。
| 年                 | 事業者数 |
| ------------------ | -------- |
| 2016年（平成28年） | 392      |
| 2021年（令和3年）  | 346      |

### 従業員数の変遷
経済センサスによる従業員数の推移。
| 年                 | 従業員数 |
| ------------------ | -------- |
| 2016年（平成28年） | 4,160    |
| 2021年（令和3年）  | 5,055    |

## 交通
町内に鉄道の駅はないが、北西にJR東日本の赤羽駅、南西にJR東日本の東十条駅、北東に東京メトロ南北線の志茂駅、南東に東京メトロ南北線の王子神谷駅があり、いずれかの駅から徒歩15分の圏内である。また、北本通り（国道122号）が南北に、環七通りが東西に通り抜けていて、隣接する東十条を走るバスも含めると町内のほとんどがいずれかのバス停から徒歩数分の圏内となっている。

### 鉄道
東京メトロ南北線が縦断しているが、町内に駅はない。
最寄駅
- 赤羽駅（JR東日本）
- 東十条駅（JR東日本）
- 志茂駅（東京メトロ南北線）
- 王子神谷駅（東京メトロ南北線）

### バス
- 北区神谷町（王40出入・王57・王78・王49、王49折返・王54、王54-2・王30）
- 神谷陸橋（王57・王40出入）
- 北車庫前（王57・王40出入）
- 北車庫入口（王57（豊島五丁目団地方面のみ））
- 神谷一丁目（王78・王54・赤25・赤26・赤27、赤27-2）

### 水上バス
- 神谷発着場 （東京水辺ライン）

### 道路
首都高速道路
町内に首都高速道路は走っていない。周辺のランプは川口線鹿浜橋出入口、中央環状線王子北出入口、5号池袋線板橋本町出入口。
一般道路
- 北本通り（国道122号）
- 環七通り（東京都道318号環状七号線）

## 施設

### 都施設
- 警視庁赤羽警察署
- 東京都交通局北自動車営業所

### 区施設
- 王子公園（北運動公園）
- 神谷公園
- 神谷南公園
- 北運動公園陸上競技場
- 北区立神谷体育館
- 北区役所赤羽区民事務所神谷分室
- 北区神谷区民センター
- 北区立神谷図書館

### 教育施設
- 北区立神谷中学校　( - 2024年3月)
- 北区立神谷小学校　( - 2024年3月)
- 北区立都の北学園　(2024年4月 - )
- 富士見幼稚園

### 保育園
- 神谷保育園
- 北区立神谷北つぼみ保育園

### 寺社
- 専福寺
- 自性院
- 柏木神社

### 金融機関
- 北神谷郵便局

### 医療機関
- 神谷病院
- 吉利クリニック
- たむら内科クリニック
- 平田歯科

### 商業施設
- 神谷銀座商店街
- 神谷商工会
- 東十条銀座商店街
- イオン赤羽北本通り店　(現在リニューアル中)
- ノジマ赤羽北本通り店
- ケーヨーデイツー東十条店
- ニトリ 赤羽店

### 集合住宅
- 都営神谷二丁目アパート
- 都営神谷三丁目アパート
- 都営神谷三丁目第2アパート
- 都営神谷三丁目第3アパート
- UR 神谷堀公園ハイツ
- UR アーベイン神谷

## その他

### 日本郵便
- 郵便番号 : 115-0043[3]（集配局 : 赤羽郵便局[18]）。